# Сандански (община)
Вижте пояснителната страница за други значения на Сандански.
Община Сандански се намира в Югозападна България и е една от съставните общини на област Благоевград.

## География

### Географско положение, граници, големина
Общината се намира в южната част на област Благоевград и с площта си от 998,416 km2 заема 1-во място сред 14-те общини на областта и 15,48% от територията на областта. С тази си площ общината попада в първите 10 най-големи общини в България – на 9-о място. Границите ѝ са следните:
- на северозапад – с община Струмяни;
- на север – съвсем малка граница с община Симитли;
- на североизток – с община Банско;
- на изток – с община Гоце Делчев и община Хаджидимово;
- на югозапад – с община Петрич;
- на юг – с Република Гърция.

### Релеф, води, климат, туристически обекти

#### Релеф
Територията на община Сандански представлява една изключително интересна мозайка от различни типове релеф – котловинно долинен, ниско-, средно- и високопланински. Около 80%, основно източната и североизточна част на общината се заема от западните и югозападните склонове на Пирин със своите три дяла: Северен Пирин, с най-високата точка на общината – връх Каменица (2822 m); Среден Пирин, с връх Орелек (2099 m) и Южен Пирин, с връх Свещник (1976 m). Всичките тези три върха се намират по границата на общината със съседните ѝ общини: Банско и Гоце Делчев.
В най-южната част на общината, до границата с Република Гърция се извисява планината Славянка (Алиботуш), със своя първенец Гоцев връх 2212 m.
Южните, югозападните и западни части на общината се заемат от плодородната Санданско-Петричката котловина и тук в коритото на река Струма е и най-ниската точка на общината – 90 m н.в.
Около 5 – 6% от цялата територия на община Сандански, на запад от долината на река Струма се заема от най-североизточните и най-югоизточните склонове на планините Огражден и Малешевска, съответно със своите най-високи точки – 487 m и 799 m.

#### Води
През западната част на общината, от север на юг, през Санданско-Петричката котловина преминава около 20 – 21 km от течението на река Струма. По своето течение в общината Струма получава 7 по-големи леви притока – реките Потока, Речичка, Санданска Бистрица, Лешнишка, Склавска, Потока и Пиринска Бистрица (с изключение на най-долното ѝ течение, което е в Община Петрич) и 2 по-големи десни притока – реките Войче и Лебница.
В Северен Пирин, в пределите на общината попадат и няколко високопланински езера и езерни групи Митровото и Аргировото езера, Башлийските, Превалските, Типицките, Чаирските езера и др.
Освен реките и езерата, от голямо значение за общината са и групите минерални извори Сандански, Левуновски, Хотовски и Катунски, които са лековити за изключително широк кръг от заболявания. В най-голяма степен се използват минералните води в Сандански – за балнеолечение, и в Катунци, където се бутилира марката „Преподобна Стойна“.

#### Климат
Районът на община Сандански се характеризира с преходносредиземноморски климат. Средната годишна температура в Сандански е 13,9 °С, а средната относителна влажност на въздуха е най-ниската за страната – 66%. Средният брой на дните с валежи над 1 mm е само 69 – 70. Продължителността на слънчевото греене в Сандански е най-голямата за страната – 2506 часа. Във връзка с продължителното слънцегреене и през зимните месеци снежната покривка в района се задържа само за няколко дни. Районът се характеризира със сравнително малък брой дни с мъгли – само 5 дни годишно, и то само през зимните месеци. Средната скорост на вятъра е 2 m/s.
Валежите в планината Славянка надхвърлят 2000 mm, а в Пирин са почти 3000 mm, докато по долините на Струма падат до 200 mm. През зимните месеци в Санданско-Петричката котловина валежите са предимно от дъжд. Пролетта настъпва най-рано в този район на страната. Трайното задържане на температурата над 10 °С е средно от 25 март. Общото количество на валежите е едно от най-малките за страната. През лятото района на град Сандански е с най-продължително слънчево греене в България. Средната юлска температура е около 25 °С, а дните със средна температура над 20 °С през юли са около 16. Есента е сравнително мека, а слънчевите дни продължават до края на ноември. Снежната покривка се задържа до 15 дни годишно.

## Икономика, туризъм
В община Сандански интензивно се развиват туризмът и лозарството, както и текстилната промишленост. Застъпен е спа туризмът, поради минералните извори и изградените нови и модерни СПА-центрове. Поради благоприятния климат и местоположение, в община Сандански е застъпено и оранжерийното земеделие и зеленчукопроизводство. Развито е още овощарството. През последните години силно се развива туризмът. Североизточната част на общината попада в границите на Национален парк Пирин. Тук има идеални условия за развитие на планински туризъм.
В общината са разположени водноелектрическите системи Каскада „Санданска Бистрица“ и Каскада „Пиринска Бистрица“.

## Културни и природни забележителности
Функционират 4 планински хижи – Яне Сандански, Каменица (Беговица), Пирин и Малина и курортният комплекс Попина лъка.
В югозападните склонове на Пирин е разположен градът музей Мелник, в близост до който са Мелнишките и Кърлановските земни пирамиди, и Роженския манастир.
В началото на века десетките малки селца, сгушени в пазвите на Пирин се изградиха множество къщи за гости, които предлагат идеални условия за развиване на селски туризъм.
През последните години нараства и туристическият интерес към екзотичната и непозната планина Славянка, като тук е изградена само една хижа в община Сандански – Извора.

## Религии
На територията на община Сандански има голям брой църкви и манастири; като само в Мелник в миналото те са били над 70. Много от тях отразяват развитието на уникалната не само за България художествена школа (иконописи, стенописи, ръкописи), известна като Мелнишко художествено средище, възникнала през Средновековието и просъществувала до началото на XX век. Едни от най-ярките ѝ проявления се съхраняват в Роженския манастир, който представлява паметник на културата с национално значение.
Сред мелнишките църкви следва да се отбележат „Свети Николай Чудотворец“, „Свети Йоан Предтеча“, „Свети Антоний“, „Свети свети Петър и Павел“ като част от културно-историческия резерват Мелник. Църкви паметници на културата има и в селата Виногради, Горно Спанчево, Бельово, Голешово, Ковачево, Враня, Хърсово, Хотово, Белевехчево, Бождово, Малки Цалим, Пиперица, Златолист и други.

## Население
| Година | Брой на населението |
| ------ | ------------------- |
| 2001   | 43 109              |
| 2011   | 39 898              |

Община Сандански е третата по население община в област Благоевград, след община Благоевград и община Петрич (по данни от преброяването от 2011).

### Етнически състав (2011)
Численост и дял на етническите групи според преброяването на населението през 2011 г.:
|                     | Численост | Дял (в %) |
| Общо                | 40 470    | 100.00    |
| Българи             | 35 771    | 88.39     |
| Турци               | 245       | 0.61      |
| Цигани              | 596       | 1.47      |
| Други               | 187       | 0.46      |
| Не се самоопределят | 332       | 0.82      |
| Неотговорили        | 3 339     | 8.25      |

### Населени места
Общината има 54 населени места с общо население 35 885 жители към 7 септември 2021 г.
| Населено място | Население (2021 г.) | Площ на землището km2 | Забележка (старо име) | Населено място | Население (2021 г.) | Площ на землището km2 | Забележка (старо име)        |
| -------------- | ------------------- | --------------------- | --------------------- | -------------- | ------------------- | --------------------- | ---------------------------- |
| Белевехчево    | 1                   | 1,870                 |                       | Лехово         | 6                   | 11,871                |                              |
| Бельово        | -                   | 41,228                |                       | Лешница        | 698                 | 9,037                 |                              |
| Бождово        | 4                   | 16,046                |                       | Лиляново       | 174                 | 76,502                |                              |
| Виногради      | 52                  | 8,266                 | Манджово              | Лозеница       | 57                  | 8,168                 | Дере мисилим                 |
| Вихрен         | -                   | 8,063                 | Лески                 | Любовище       | 13                  | 6,475                 | Любовища                     |
| Враня          | 95                  | 11,939                |                       | Любовка        | 56                  | 11,739                |                              |
| Вълково        | 400                 | 3,844                 |                       | Малки Цалим    | 7                   | 7,229                 |                              |
| Голем Цалим    | 11                  | 7,848                 |                       | Мелник         | 161                 | 6,464                 |                              |
| Голешово       | 20                  | 68,367                |                       | Ново Делчево   | 1036                | 2,670                 | Гара Делчево, Делчево        |
| Горна Сушица   | 22                  | 30,129                |                       | Ново Ходжово   | 48                  | 7,125                 | Орешник                      |
| Горно Спанчево | 66                  | 14,863                |                       | Петрово        | 364                 | 31,853                |                              |
| Дамяница       | 1032                | 5,329                 | Орман чифлик          | Пиперица       | 11                  | 3,820                 |                              |
| Дебрене        | 41                  | 6,580                 |                       | Пирин          | 133                 | 141,757               |                              |
| Джигурово      | 560                 | 13,365                |                       | Плоски         | 524                 | 100,214               |                              |
| Долени         | 2                   | 10,178                |                       | Поленица       | 1267                | 10,233                |                              |
| Златолист      | 15                  | 12,625                | Долна Сушица          | Рожен          | 10                  | 8,987                 |                              |
| Зорница        | 79                  | 1,506                 | Дзивгелия, Зевгели    | Сандански      | 24 061              | 26,867                | Свети Врач                   |
| Калиманци      | 151                 | 21,055                |                       | Склаве         | 1302                | 9,034                 |                              |
| Катунци        | 990                 | 4,611                 |                       | Спатово        | 91                  | 4,106                 |                              |
| Кашина         | 7                   | 17,143                |                       | Стожа          | 110                 | -                     | в з-щето на с. Лиляново      |
| Ковачево       | 24                  | 30,676                |                       | Струма         | 522                 | 7,519                 |                              |
| Кръстилци      | 10                  | 22,911                |                       | Сугарево       | 13                  | 21,651                |                              |
| Кърланово      | 27                  | 5,463                 |                       | Хотово         | 80                  | 8,796                 |                              |
| Ладарево       | 33                  | 4,025                 | Горни орман           | Храсна         | -                   | 25,764                |                              |
| Ласкарево      | 176                 | 9,380                 | Долни орман           | Хърсово        | 158                 | 11,980                |                              |
| Лебница        | 412                 | 8,959                 |                       | Черешница      | 27                  | 24,044                |                              |
| Левуново       | 636                 | 14,056                | Делчево               | Яново          | 90                  | 14,186                |                              |
|                |                     |                       |                       | ОБЩО           | 35 885              | 998,416               | 1 населено място без землище |

## Административно-териториални промени
- Указ № 86/обн. 26.03.1925 г. – преименува с. Левуново на с. Делчево;
- Указ № 402/обн. 18.07.1929 г. – признава с. Свети Врач за гр. Свети Врач;
- Указ № 162/обн. 08.04.1931 г. – признава н.м. Въксан за с. Вълково;

– признава н.м. Катунци за с. Катунци;
– възстановява старото име на с. Делчево – с. Левуново;
– признава н.м. около старата гара Левуново за гар. с. Гара Делчево;
- Писмо № 4368 на МВР/обн. 09.04.1932 г. – признава н.м. Лебница за с. Лебница;
- МЗ № 2820/обн. 14.08.1934 г. – преименува с. Манджово на с. Виногради;

– преименува с. Орман чифлик на с. Дамяница;
– преименува с. Горни орман на с. Ладарево;
– преименува с. Долни орман на с. Ласкарево;
– преименува с. Дере мисилим на с. Лозеница;
- МЗ № 1695/ обн. 27.09.1937 г. – заличава с. Врабча, което е изселено след 1926 г.;

– заличава с. Тремощница, което е изселено след 1926 г.;
- Указ № 795/28.09.1949 г. – преименува гр. Свети Врач на гр. Сандански;
- Указ № 334/обн. 13.07.1951 г. – преименува с. Долна Сушица на с. Златолист;
- Указ № 50/обн. 09.02.1960 г. – преименува с. Лески на с. Вихрен;
- Указ № 431/обн. 22.11.1960 г. – заличава с. Държаново;

– признава н.м. Лебница (от с. Кръстилци) за с. Струма;
- Указ № 960/обн. 4 януари 1966 г. – осъвременява името на с. Любовища на с. Любовище;

– преименува и признава за село гар. с. Гара Делчево – с. Делчево;
- указ № 166/обн. 12.02.1971 г. – преименува с. Делчево на с. Ново Делчево;
- Указ № 875/обн. 20.03.1987 г. – преименува с. Дзивгелия (Зевгели) на с. Зорница;

– преименува с. Ново Ходжово на с. Орешник;
- Указ № 3005/обн. ДВ бр. 78/09.10.1987 г. – закрива община Катунци и община Мелник и включените в състава им населените места и техните землища се присъединяват към община Сандански;
- Указ № 310/обн. 11.10.1991 г. – възстановява старото име на с. Орешник – с. Ново Ходжово.

## Транспорт
По левия (източен) долинен склон на река Струма, в обсега на Санданско-Петричката котловина преминава участък от трасето жп линия София – Благоевград – Кулата.
През общината преминават частично или изцяло 6 пътя от Републиканската пътна мрежа на България с обща дължина 120,8 km:
- участък от 21,4 km от Републикански път I-1 (от km 419,2 до km 440,6);
- началния участък от 2,5 km от Републикански път III-108;
- целия участък от 12,5 km от Републикански път III-109;
- участък от 34,5 km от Републикански път III-198 (от km 17,6 до km 52,1);
- участък от 23,3 km от Републикански път III-1082 (от km 2,3 до km 25,6);
- целия участък от 26,6 km от Републикански път III-1906.

## Топографска карта
- Лист от карта K-34-83. Мащаб: 1 : 100 000.
- Лист от карта K-34-84. Мащаб: 1 : 100 000.
- Лист от карта K-34-94. Мащаб: 1 : 100 000.
- Лист от карта K-34-95. Мащаб: 1 : 100 000.